# Đội tuyển bóng đá U-23 quốc gia Hàn Quốc
Đội tuyển bóng đá U-23 quốc gia Hàn Quốc là đội tuyển bóng đá nam dưới 23 tuổi đại diện cho Hàn Quốc tại Thế vận hội, Đại hội Thể thao châu Á và Giải vô địch bóng đá U-23 châu Á. Đội tuyển này chủ yếu bao gồm các đội hình U-22 và U-21 để có nhiều dịp cọ xát, trải nghiệm môi trường thực tế.
Đội tuyển đã đoạt huy chương đồng của Thế vận hội Mùa hè 2012 và huy chương vàng của Đại hội Thể thao châu Á các năm 2014, 2018, 2022. Ngoài ra, đội còn có một lần vô địch U-23 châu Á vào năm 2020. Những thành tích này giúp các cầu thủ trẻ được miễn giảm luật nghĩa vụ quân sự bắt buộc từ năm 1957 của Hàn Quốc theo Hiến pháp Hàn Quốc từ năm 1948.

## Thành tích tại các giải đấu

### Thế vận hội
| Kỷ lục Thế vận hội Mùa hè | Kỷ lục Thế vận hội Mùa hè               | Kỷ lục Thế vận hội Mùa hè               | Kỷ lục Thế vận hội Mùa hè               | Kỷ lục Thế vận hội Mùa hè               | Kỷ lục Thế vận hội Mùa hè               | Kỷ lục Thế vận hội Mùa hè               | Kỷ lục Thế vận hội Mùa hè               |
| Năm                       | Kết quả                                 | ST                                      | T                                       | H                                       | B                                       | BT                                      | BB                                      |
| ------------------------- | --------------------------------------- | --------------------------------------- | --------------------------------------- | --------------------------------------- | --------------------------------------- | --------------------------------------- | --------------------------------------- |
| 1908–1988                 | Xem Đội tuyển bóng đá quốc gia Hàn Quốc | Xem Đội tuyển bóng đá quốc gia Hàn Quốc | Xem Đội tuyển bóng đá quốc gia Hàn Quốc | Xem Đội tuyển bóng đá quốc gia Hàn Quốc | Xem Đội tuyển bóng đá quốc gia Hàn Quốc | Xem Đội tuyển bóng đá quốc gia Hàn Quốc | Xem Đội tuyển bóng đá quốc gia Hàn Quốc |
| 1992                      | Vòng bảng                               | 3                                       | 0                                       | 3                                       | 0                                       | 2                                       | 2                                       |
| 1996                      | Vòng bảng                               | 3                                       | 1                                       | 1                                       | 1                                       | 2                                       | 2                                       |
| 2000                      | Vòng bảng                               | 3                                       | 2                                       | 0                                       | 1                                       | 2                                       | 3                                       |
| 2004                      | Tứ kết                                  | 4                                       | 1                                       | 2                                       | 1                                       | 8                                       | 8                                       |
| 2008                      | Vòng bảng                               | 3                                       | 1                                       | 1                                       | 1                                       | 2                                       | 4                                       |
| 2012                      | Huy chương đồng                         | 6                                       | 2                                       | 3                                       | 1                                       | 5                                       | 5                                       |
| 2016                      | Tứ kết                                  | 4                                       | 2                                       | 1                                       | 1                                       | 12                                      | 4                                       |
| 2020                      | Tứ kết                                  | 4                                       | 2                                       | 0                                       | 2                                       | 13                                      | 7                                       |
| 2024                      | Không vượt qua vòng loại                | Không vượt qua vòng loại                | Không vượt qua vòng loại                | Không vượt qua vòng loại                | Không vượt qua vòng loại                | Không vượt qua vòng loại                | Không vượt qua vòng loại                |
| 2028                      | Chưa xác định                           | Chưa xác định                           | Chưa xác định                           | Chưa xác định                           | Chưa xác định                           | Chưa xác định                           | Chưa xác định                           |
| 2032                      | Chưa xác định                           | Chưa xác định                           | Chưa xác định                           | Chưa xác định                           | Chưa xác định                           | Chưa xác định                           | Chưa xác định                           |
| Tổng số                   | Hạng ba                                 | 30                                      | 11                                      | 11                                      | 8                                       | 46                                      | 35                                      |

### Đại hội Thể thao châu Á
Từ đại hội thể thao châu Á 2002, tại giải đấu đầu tiên được diễn ra trong một định dạng U-23.
| Năm           | Kết quả       | ST            | T             | H*            | B             | BT            | BB            |
| ------------- | ------------- | ------------- | ------------- | ------------- | ------------- | ------------- | ------------- |
| 2002          | Đồng          | 6             | 5             | 1             | 0             | 17            | 2             |
| 2006          | Hạng 4        | 6             | 4             | 0             | 2             | 9             | 2             |
| 2010          | Đồng          | 7             | 5             | 0             | 2             | 18            | 5             |
| 2014          | Vàng          | 7             | 7             | 0             | 0             | 13            | 0             |
| 2018          | Vàng          | 7             | 6             | 0             | 1             | 19            | 7             |
| 2022          | Vàng          | 7             | 7             | 0             | 0             | 27            | 3             |
| 2026 đến 2034 | Chưa xác định | Chưa xác định | Chưa xác định | Chưa xác định | Chưa xác định | Chưa xác định | Chưa xác định |
| Tổng số       | Vàng          | 40            | 34            | 1             | 5             | 103           | 19            |

### Cúp bóng đá U-23 châu Á
U-23 Hàn Quốc được xem là một trong những đội tuyển thành công nhất tại giải U-23 châu Á khi đã lọt vào bán kết ở 4 trong 6 lần tham dự, chỉ thất bại 2 lần vào các năm 2022 và 2024.
| Năm     | Kết quả       | Vị trí        | ST            | T             | H*            | B             | BT            | BB            |
| ------- | ------------- | ------------- | ------------- | ------------- | ------------- | ------------- | ------------- | ------------- |
| 2013    | Hạng 4        | 4/16          | 6             | 3             | 2             | 1             | 8             | 3             |
| 2016    | Á quân        | 2/16          | 6             | 4             | 1             | 1             | 14            | 6             |
| 2018    | Hạng 4        | 4/16          | 6             | 3             | 1             | 2             | 8             | 9             |
| 2020    | Vô địch       | 1/16          | 6             | 6             | 0             | 0             | 10            | 3             |
| 2022    | Tứ kết        | 6/16          | 4             | 2             | 1             | 1             | 6             | 5             |
| 2024    | Tứ kết        | 5/16          | 4             | 3             | 1             | 0             | 6             | 2             |
| 2026    | Chưa xác định | Chưa xác định | Chưa xác định | Chưa xác định | Chưa xác định | Chưa xác định | Chưa xác định | Chưa xác định |
| Tổng số | Vô địch       | 1/16          | 32            | 21            | 6             | 5             | 52            | 28            |

## Kết quả gần đây
Thắng
      Hòa
      Thua

### 2020
| 9 tháng 1 năm 2020 Vòng bảng U23 châu Á 2020 | Hàn Quốc             | 1-0      | Trung Quốc | Songkhla, Thái Lan |  |
| 20:15                                        | - Lee Dong-jun 90+3' | Chi tiết |            | Sân vận động: Sân vận động Tinsulanon Lượng khán giả: 6,000 Trọng tài: Mohammed Abdulla Hassan Mohamed (Các Tiểu vương quốc Ả Rập Thống nhất) |  |

| 12 tháng 1 năm 2020 Vòng bảng U23 châu Á 2020 | Iran          | 1-2      | Hàn Quốc                               | Songkhla Thái Lan                                                                                         |  |
| 17:15                                         | - Shekari 54' | Chi tiết | - Lee Dong-jun 22' - Cho Kyu-seong 35' | Sân vận động: Sân vận động Tinsulanon, Songkhla Lượng khán giả: 5,855 Trọng tài: Adham Makhadmeh (Jordan) |  |

| 15 tháng 1 năm 2020 Vòng bảng U23 châu Á 2020 | Uzbekistan        | 1-2      | Hàn Quốc            | Rangsit, Thái Lan                                                                                       |  |
| 17:15                                         | - Abdixolikov 21' | Chi tiết | - Oh Se-hun 5', 71' | Sân vận động: Sân vận động Thammasat, Rangsit Lượng khán giả: 606 Trọng tài: Kimura Hiroyuki (Nhật Bản) |  |

| 19 tháng 1 năm 2020 Tứ kết U23 châu Á 2020 | Hàn Quốc                                    | 2–1      | Jordan          | Rangsit, Thái Lan                                                                                          |  |
| 17:15                                      | - Cho Kyu-seong 16' - Lee Dong-gyeong 90+5' | Chi tiết | - Al-Naimat 75' | Sân vận động: Sân vận động Thammasat, Rangsit Lượng khán giả: 596 Trọng tài: Abdulrahman Al-Jassim (Qatar) |  |

| Hàn Quốc | Jordan |

| GK                  | 1  | Song Bum-keun   |     |       |
| DF                  | 2  | Lee You-hyeon   |     |       |
| DF                  | 4  | Lee Sang-min    |     |       |
| DF                  | 5  | Jeong Tae-wook  |     |       |
| MF                  | 8  | Kim Jin-gyu     | 84' |       |
| FW                  | 9  | Cho Gue-Sung    | 16' |       |
| FW                  | 11 | Lee Dong-jun    | 71' |       |
| DF                  | 13 | Kim Jin-ya      |     |       |
| FW                  | 14 | Kim Dae-won     |     |       |
| MF                  | 19 | Maeng Seong-ung | 46' |       |
| MF                  | 20 | Won Du-jae      |     |       |
| Vào sân thay người: |    |                 |     |       |
| MF                  | 10 | Lee Dong-gyeong | 46' | 90+5' |
| FW                  | 18 | Oh Se-hun       | 71' |       |
| MF                  | 16 | Jeong Seung-Won | 84' |       |
| Huấn luyện viên:    |    |                 |     |       |
| Kim Hak-bum         |    |                 |     |       |

| GK                                    | 1  | Abdallah Ra'ed Mahmoud Alfakhori       |     |     |
| DF                                    | 4  | Ahmad Tha'er Daoud Haikal              | 25' | 87' |
| DF                                    | 5  | Hadi Omar Ahmed Alhourani              |     |     |
| DF                                    | 6  | Danial Ahmed Mustafa Afaneh            |     |     |
| MF                                    | 7  | Omar Hani Ismail Alzebdieh             |     |     |
| MF                                    | 8  | Noor Al-Deen Mahmoud Ali Al Rawabdeh   |     |     |
| MF                                    | 9  | Mohammad Ziad Khalil Bani Atieh        |     |     |
| FW                                    | 14 | Ali Iyad Ali Olwan                     | 29' | 46' |
| DF                                    | 15 | Saed Ahmad Salameh Alrosan             |     |     |
| FW                                    | 17 | Mohammad Abdel-Motalib Yousef Aburiziq | 66' |     |
| MF                                    | 21 | Ward Helal Khalid Albarri              |     |     |
| Vào sân thay người:                   |    |                                        |     |     |
| DF                                    | 2  | Ihab Mohammad Ali Alkhawaldeh          | 46' | 51' |
| FW                                    | 19 | Yazan Abdallah Ayed Alnaimat           | 66' | 75' |
| MF                                    | 18 | Ibrahim Mohammad Sami Sadeh            | 87' |     |
| Huấn luyện viên:                      |    |                                        |     |     |
| Ahmed Abdel Al Qader Ahmed Abu Ismail |    |                                        |     |     |

| Trợ lý trọng tài: Taleb Salem H A Salem Al-Marri (Qatar) Saoud Ahmed S A Almaqaleh (Qatar) Trọng tài thứ tư: Khamis Mohammed S A Al-Marri (Qatar) Trọng tài thứ năm: Mohammad Reza Mansouri (Iran) Trợ lý trọng tài video: Abdulla Ali A A Al-Marri (Qatar) Giám sát trợ lý trọng tài video: Khamis Mohamed K A Al-Kuwari (Qatar) Sivakorn Pu-udom (Thái Lan) |

| 22 tháng 1 năm 2020 Bán kết U23 châu Á 2020 | Úc | 0-2      | Hàn Quốc                                | Rangsit, Thái Lan                                                                                      |  |
| 20:15                                       |    | Chi tiết | - Kim Dae-won 56' - Lee Dong-gyeong 76' | Sân vận động: Sân vận động Thammasat, Rangsit Lượng khán giả: 789 Trọng tài: Nawaf Shukralla (Bahrain) |  |

| Úc | Hàn Quốc |

| GK                  | 1  | Thomas William Glover     |     |     |
| DF                  | 2  | Gabriel Isaac Cleur       |     |     |
| DF                  | 3  | Alexander Joseph Gersbach | 73' |     |
| DF                  | 4  | Dylan James Ryan          |     |     |
| DF                  | 6  | Tass Mourdoukoutas        |     |     |
| FW                  | 9  | Al Hassan Toure           |     |     |
| MF                  | 13 | Aiden Connor O'Neill      | 66' |     |
| FW                  | 16 | Trent Anthony Buhagiar    |     |     |
| MF                  | 17 | Keanu Kole Baccus         |     |     |
| FW                  | 21 | Jacob Michael Italiano    | 66' |     |
| MF                  | 23 | Connor Issac Metcalfe     | 46' |     |
| Vào sân thay người: |    |                           |     |     |
| MF                  | 10 | Denis Genreau             | 46' |     |
| FW                  | 11 | Reno Mauro Piscopo        | 66' | 89' |
| FW                  | 22 | Gbenga Tal Folami         | 66' |     |
| Huấn luyện viên:    |    |                           |     |     |
| Graham Arnold       |    |                           |     |     |

| GK                  | 1  | Song Bum-keun   |     |     |     |
| DF                  | 2  | Lee You-hyeon   |     |     |     |
| DF                  | 3  | Kang Yoon-seong |     |     |     |
| DF                  | 4  | Lee Sang-min    |     |     |     |
| DF                  | 5  | Jeong Tae-wook  |     |     |     |
| MF                  | 6  | Kim Dong-hyun   |     |     |     |
| FW                  | 14 | Kim Dae-won     | 56' | 87' |     |
| MF                  | 16 | Jeong Seung-won | 64' |     |     |
| FW                  | 17 | Um Won-sang     | 46' |     |     |
| FW                  | 18 | Oh Se-hun       |     |     |     |
| MF                  | 20 | Won Du-jae      |     |     |     |
| Vào sân thay người: |    |                 |     |     |     |
| FW                  | 11 | Lee Dong-jun    | 46' |     |     |
| MF                  | 10 | Lee Dong-gyeong | 64' | 76' | 78' |
| DF                  | 15 | Kim Tae-hyeon   | 87' |     |     |
| Huấn luyện viên:    |    |                 |     |     |     |
| Kim Hak-bum         |    |                 |     |     |     |

| Trợ lý trọng tài: Mohamed Jaafar Mohamed Salman (UAE) Abdulla Saleh Abdulla Mohsen Alrowaimi (Bahrain) Trọng tài thứ tư: Adham Mohammad Tumah Makhadmeh (Jordan) Trọng tài thứ năm: Mohamed Ahmed Yousef Abdulla Alhammadi (UAE) Trợ lý trọng tài video: Mohamed Abdulla Hassan Mohamed (UAE) Giám sát trợ lý trọng tài video: Omar Mohamed Ahmed Hassan Alali (UAE) Sivakorn Pu-udom (Thái Lan) |

| 26 tháng 1 năm 2020 Chung kết U23 châu Á 2020 | Hàn Quốc              | 1–0      | Ả Rập Xê Út | Băng Cốc, Thái Lan                                                                                 |  |
| 19:30                                         | - Jeong Tae-wook 114' | Chi tiết |             | Sân vận động: Sân vận động Rajamangala, Băng Cốc Lượng khán giả: 2,879 Trọng tài: Chris Beath (Úc) |  |

| Hàn Quốc | Ả Rập Xê Út |

| GK                  | 1  | Song Bum-keun    | 120' |        |
| DF                  | 2  | Lee You-hyeon    | 73'  |        |
| DF                  | 3  | Kang Yun-seong   |      |        |
| DF                  | 4  | Lee Sang-min (c) |      |        |
| DF                  | 5  | Jeong Tae-wook   | 113' |        |
| MF                  | 6  | Kim Dong-hyun    |      |        |
| FW                  | 7  | Jeong Woo-yeong  | 46'  |        |
| MF                  | 8  | Kim Jin-gyu      | 53'  |        |
| DF                  | 13 | Kim Jin-ya       |      |        |
| FW                  | 18 | Oh Se-hun        |      |        |
| MF                  | 20 | Won Du-jae       |      |        |
| Vào sân thay người: |    |                  |      |        |
| FW                  | 11 | Lee Dong-jun     | 46'  | 120+3' |
| MF                  | 10 | Lee Dong-gyeong  | 53'  |        |
| FW                  | 14 | Kim Dae-won      | 73'  | 116'   |
| DF                  | 15 | Kim Tae-hyeon    | 116' |        |
| Huấn luyện viên:    |    |                  |      |        |
| Kim Hak-bum         |    |                  |      |        |

| GK                  | 22 | Mohammed Al-Yami      |      |
| DF                  | 3  | Abdulbasit Hindi      | 43'  |
| DF                  | 4  | Hassan Altambakti (c) | 99'  |
| MF                  | 7  | Abdulrahman Ghareeb   |      |
| FW                  | 9  | Abdullah Al-Hamdan    | 67'  |
| DF                  | 13 | Khalid Al-Dubaysh     | 110' |
| MF                  | 14 | Ali Al-Hassan         | 105' |
| MF                  | 15 | Hussain Al-Eisa       |      |
| MF                  | 18 | Khalid Al-Ghannam     | 60'  |
| MF                  | 20 | Mukhtar Ali           |      |
| DF                  | 23 | Saud Abdulhamid       | 64'  |
| Vào sân thay người: |    |                       |      |
| DF                  | 12 | Mohammed Al-Shanqiti  | 60'  |
| FW                  | 19 | Firas Al-Buraikan     | 67'  |
| DF                  | 5  | Abdulelah Al-Amri     | 99'  |
| MF                  | 8  | Nasser Al-Omran       | 105' |
| Huấn luyện viên:    |    |                       |      |
| Saad Ali Alshehri   |    |                       |      |

| Trợ lý trọng tài: Anton Shchetinin (Úc) Ashley Warwick Beecham (Úc) Trọng tài thứ tư: Mã Ninh (Trung Quốc) Trọng tài thứ năm: Cao Yi (Trung Quốc) Trợ lý trọng tài video: Adham Mohammad Tumah Makhadmeh (Jordan) Giám sát trợ lý trọng tài video: Evans Shaun Robert (Úc) Phó Minh (Trung Quốc) |

### 2021
| 12 tháng 6 Giao hữu | Hàn Quốc                                               | 3–1      | Ghana            | Seogwipo, Hàn Quốc                                                                                   |  |
|                     | Lee Sang-min 18' · Lee Seung-mo 59' · Cho Gue-sung 66' | Chi tiết | Obeng Gyabaa 76' | Sân vận động: Sân vận động World Cup Jeju Lượng khán giả: 2,532 Trọng tài: Chae Sang-hyub (Hàn Quốc) |  |

| 15 tháng 6 Giao hữu | Hàn Quốc                               | 2–1      | Ghana      | Seogwipo, Hàn Quốc                                                                                  |  |
|                     | Jeong Woo-yeong 41' · Lee Dong-jun 65' | Chi tiết | Barnes 51' | Sân vận động: Sân vận động World Cup Jeju Lượng khán giả: 2,337 Trọng tài: Choi Hyun-jae (Hàn Quốc) |  |

| 13 tháng 7 Giao hữu | Hàn Quốc | 2-2 | Argentina | Yongin, Hàn Quốc                        |
|                     |          |     |           | Sân vận động: Sân vận động Yongin Mireu |

| 16 July Giao hữu | Hàn Quốc | 1-2 | Pháp | Seoul, Hàn Quốc                            |
|                  |          |     |      | Sân vận động: Sân vận động World Cup Seoul |

| 22 tháng 7 Olympics 2020 - Bảng B | New Zealand | 1–0    | Hàn Quốc | Kashima, Nhật Bản                                       |  |
| 17:00 UTC+9                       | Wood 70'    | Report |          | Sân vận động: Kashima Trọng tài: Victor Gomes (Nam Phi) |  |

| 25 tháng 7 Olympics 2020 - Bảng B | România | 0–4    | Hàn Quốc                                                          | Kashima, Nhật Bản                                             |  |
| 20:00 UTC+9                       |         | Report | Marin 27' (l.n.) · Um Won-sang 59' · Lee Kang-in 84' (ph.đ.), 90' | Sân vận động: Kashima Trọng tài: Jesús Valenzuela (Venezuela) |  |

| 28 tháng 7 Olympics 2020 - Bảng B | Hàn Quốc                                                                                                | 6–0    | Honduras | Yokohama, Nhật Bản                                                                     |  |
| 17:30 UTC+9                       | Hwang Ui-jo 12' (ph.đ.), 45+5', 52' (ph.đ.) · Won Du-jae 19' (ph.đ.) · Kim Jin-ya 64' · Lee Kang-in 82' | Report |          | Sân vận động: Nissan (Yokohama) Lượng khán giả: 0 Trọng tài: Georgi Kabakov (Bulgaria) |  |

| 31 tháng 7 Olympics 2020 - Tứ kết | Hàn Quốc                                     | 3–6    | México                                                              | Yokohama, Nhật Bản                                                                  |  |
| 20:00 UTC+9                       | Lee Dong-gyeong 20', 51' · Hwang Ui-jo 90+1' | Report | Martín 12', 54' · Romo 30' · Córdova 39' (ph.đ.), 63' · Aguirre 84' | Sân vận động: Nissan (Yokohama) Lượng khán giả: 0 Trọng tài: Orel Grinfeld (Israel) |  |

| 27 tháng 10 Vòng loại U-23 châu Á 2022 - Bảng H | Hàn Quốc                                    | 3–0      | Philippines |  |  |
|                                                 | Kyu-hyuk 51' · Jae-hyeon 74' · Jeong-in 89' | Chi tiết |             |  |  |

| 29 tháng 10 Vòng loại U-23 châu Á 2022 - Bảng H | Đông Timor | 0–6      | Hàn Quốc                                                          |  |  |
|                                                 |            | Chi tiết | Jeong-in 29', 32', 50' · Choi Jun 31' · Hyun-gyu 82' · Se-yun 87' |  |  |

| 31 tháng 10 Vòng loại U-23 châu Á 2022 - Bảng H | Hàn Quốc                                                     | 5–1      | Singapore  |  |  |
|                                                 | Kim Chan 3' · Sang-jun 6' · Jeong-in 25', 40' · Choi Jun 50' | Chi tiết | - Adam 57' |  |  |

### 2022
| 2 tháng 6 năm 2022 U-23 châu Á 2022 | Hàn Quốc                                                        | 4–1      | Malaysia       | Tashkent, Uzbekistan                                                               |  |
| 18:00 UTC+5                         | Sang-Min Lee 31' · Kim Tae-huan 48' · Cho Young-wook 88', 90+2' | Chi tiết | - Mukhairi 83' | Sân vận động: Lokomotiv Lượng khán giả: 290 Trọng tài: Salman Ahmad Falahi (Qatar) |  |

| 5 tháng 6 năm 2022 U-23 châu Á 2022 | Việt Nam         | 1–1      | Hàn Quốc           | Tashkent, Uzbekistan                                                        |  |
| 18:00 UTC+5                         | Vũ Tiến Long 83' | Chi tiết | Cho Young-wook 63' | Sân vận động: Lokomotiv Lượng khán giả: 255 Trọng tài: Ahmad Alali (Kuwait) |  |

| 8 tháng 6 năm 2022 U-23 châu Á 2022 | Hàn Quốc         | 1–0      | Thái Lan | Tashkent, Uzbekistan                                                               |  |
| 18:00 UTC+5                         | Ko Jae-hyeon 35' | Chi tiết |          | Sân vận động: Pakhtakor Lượng khán giả: 350 Trọng tài: Salman Ahmad Falahi (Qatar) |  |

| 12 tháng 6 năm 2022 U-23 châu Á 2022 | Hàn Quốc | 0–3      | Nhật Bản                    | Tashkent, Uzbekistan                                                        |  |
| 18:00 UTC+5                          |          | Chi tiết | Yuito 22', 80' · Hosoya 65' | Sân vận động: Pakhtakor Lượng khán giả: 529 Trọng tài: Hanna Hattab (Syria) |  |

## Đội tuyển

### Các cầu thủ
Đội hình các cầu thủ được triệu tập cho Olympics Tokyo 2020 - Môn Bóng đá Nam
|                      | TM | Song Bum-keun             | 15 tháng 10, 1997 | Jeonbuk Hyundai Motors  |  |  |
|                      | TM | Ahn Joon-soo              | 28 tháng 1, 1998  | Busan IPark             |  |  |
|                      | TM | An Chan-gi                | 6 tháng 4, 1998   | Suwon Samsung Bluewings |  |  |
|                      |    |                           |                   |                         |  |  |
|                      | HV | Lee You-hyeon             | 8 tháng 2, 1997   | Jeonbuk Hyundai Motors  |  |  |
|                      | HV | Jeong Tae-wook            | 16 tháng 5, 1997  | Daegu FC                |  |  |
|                      | HV | Kang Yoon-sung            | 1 tháng 7, 1997   | Jeju United             |  |  |
|                      | HV | Lee Sang-min (Đội trưởng) | 1 tháng 1, 1998   | Seoul E-Land            |  |  |
|                      | HV | Kim Jae-woo               | 6 tháng 2, 1998   | Daegu FC                |  |  |
|                      | HV | Kim Jin-ya                | 30 tháng 6, 1998  | FC Seoul                |  |  |
|                      | HV | Seol Young-woo            | 5 tháng 12, 1998  | Ulsan Hyundai           |  |  |
|                      | HV | Kim Min-jaeOA             | 15 tháng 11, 1996 | Bắc Kinh Quốc An        |  |  |
|                      |    |                           |                   |                         |  |  |
|                      | TV | Kim Jin-kyu               | 24 tháng 2, 1997  | Busan IPark             |  |  |
|                      | TV | Jeong Seung-won           | 27 tháng 2, 1997  | Daegu FC                |  |  |
|                      | TV | Kim Dong-hyun             | 11 tháng 6, 1997  | Gangwon FC              |  |  |
|                      | TV | Lee Dong-gyeong           | 20 tháng 9, 1997  | Ulsan Hyundai           |  |  |
|                      | TV | Won Du-jae                | 18 tháng 11, 1997 | Ulsan Hyundai           |  |  |
|                      | TV | Lee Kang-in               | 19 tháng 2, 2001  | Mallorca                |  |  |
|                      |    |                           |                   |                         |  |  |
|                      | TĐ | Lee Dong-jun              | 1 tháng 2, 1997   | Ulsan Hyundai           |  |  |
|                      | TĐ | Um Won-sang               | 6 tháng 1, 1999   | Gwangju FC              |  |  |
|                      | TĐ | Song Min-kyu              | 12 tháng 9, 1999  | Pohang Steelers         |  |  |
|                      | TĐ | Kwon Chang-hoonOA         | 30 tháng 6, 1994  | Suwon Samsung Bluewings |  |  |
|                      | TĐ | Hwang Ui-joOA             | 28 tháng 8, 1992  | Bordeaux                |  |  |
| OA Cầu thủ quá tuổi. |    |                           |                   |                         |  |  |

### Đội hình trước
| Thế vận hội - Đội hình Thế vận hội Mùa hè 1992 - Đội hình Thế vận hội Mùa hè 1996 - Đội hình Thế vận hội Mùa hè 2000 - Đội hình Thế vận hội Mùa hè 2004 - Đội hình Thế vận hội Mùa hè 2008 - Đội hình Thế vận hội Mùa hè 2012 - Đội hình Thế vận hội Mùa hè 2016 | Đại hội Thể thao châu Á - Đội hình bóng đá tại Đại hội Thể thao châu Á 2006 - Đội hình bóng đá tại Đại hội Thể thao châu Á 2010 - Đội hình bóng đá tại Đại hội Thể thao châu Á 2014 | Giải vô địch bóng đá U-23 châu Á - Đội hình giải vô địch bóng đá U-22 châu Á 2013 - Đội hình giải vô địch bóng đá U-23 châu Á 2016 - Đội hình giải vô địch bóng đá U-23 châu Á 2018 |

### Ban huấn luyện
Tính đến 4 tháng 1 năm 2022
| Vị trí                  | Tên            |
| ----------------------- | -------------- |
| Huấn luyện viên         | Hwang Sun-hong |
| Trợ lý huấn luyện viên  | Kim Jung-soo   |
| Trợ lý huấn luyện viên  | Min Dong-seong |
| Huấn luyện viên thủ môn | Kim Il-jin     |

### Cựu quản lý
| Năm                  | Tên                | Thắng | Hòa | Thua | Ghi chú                                                                 |
| -------------------- | ------------------ | ----- | --- | ---- | ----------------------------------------------------------------------- |
| 1991. 1. ~ 1992. 7.  | Kim Sam-Rak        | 20    | 6   | 13   | Dettmar Cramer là cố vấn kỹ thuật (tháng 1 năm 1991 ~ tháng 2 năm 1992) |
| 1994. 8. ~ 1996. 7.  | Anatoliy Byshovets | 17    | 13  | 9    |                                                                         |
| 1998. 8. ~ 2000. 9.  | Huh Jung-Moo       | 24    | 2   | 3    |                                                                         |
| 2002. 9. ~ 2002. 10. | Park Hang-seo      | 6     | 1   | 0    |                                                                         |
| 2002.11. ~ 2004. 8.  | Kim Ho-Gon         | 17    | 5   | 6    |                                                                         |
| 2006. 7. ~ 2007. 8.  | Pim Verbeek        | 5     | 0   | 1    |                                                                         |
| 2007. 8. ~ 2008. 8.  | Park Seong-Hwa     | 7     | 5   | 1    |                                                                         |
| 2009. 12. ~ 2012. 8. | Hong Myung-Bo      | 14    | 8   | 3    |                                                                         |
| 2013. 12. ~ 2015. 2. | Lee Kwang-Jong     | 12    | 5   | 3    |                                                                         |
| 2015. 2.             | Choi Moon-Sik      | 2     | 1   | 0    |                                                                         |
| 2015. 2. ~           | Shin Tae-Yong      | 11    | 5   | 1    |                                                                         |

### Thống kê
| Hạng | Tên            | Khoác áo | Bàn thắng | Năm       |
| ---- | -------------- | -------- | --------- | --------- |
| 1    | Lee Dong-Gook  | 28       | 20        | 1999–2002 |
| 2    | Choi Yong-Soo  | 34       | 18        | 1994–1996 |
| 3    | Seo Jung-Won   | 22       | 12        | 1991–1992 |
| 4    | Lee Chun-Soo   | 27       | 12        | 1999–2006 |
| 5    | Choi Tae-Uk    | 34       | 12        | 2000–2004 |
| 6    | Lee Woo-Young  | 30       | 11        | 1994–1996 |
| 7    | Cho Jae-Jin    | 25       | 10        | 2003–2004 |
| 8    | Park Chu-Young | 21       | 8         | 2006–2012 |
| 9    | Seol Ki-Hyeon  | 22       | 8         | 1999–2000 |
| 10   | No Jung-Yoon   | 28       | 8         | 1991–1992 |

| Hạng | Tên            | Khoác áo | Bàn thắng | Năm       |
| ---- | -------------- | -------- | --------- | --------- |
| 1    | Lee Ki-Hyung   | 40       | 7         | 1994–1996 |
| 1    | Kim Do-Heon    | 40       | 3         | 2002–2006 |
| 3    | Kim Dong-Jin   | 39       | 6         | 2002–2008 |
| 4    | Choi Sung-Yong | 37       | 0         | 1994–1996 |
| 5    | Kim Jung-Woo   | 36       | 2         | 2003–2010 |
| 6    | Choi Yong-Soo  | 34       | 18        | 1994–1996 |
| 6    | Choi Tae-Uk    | 34       | 12        | 2000–2004 |
| 6    | Choi Sung-Kuk  | 34       | 2         | 2002–2006 |
| 9    | Park Dong-Hyuk | 31       | 4         | 1999–2002 |
| 9    | Seo Dong-Myung | 31       | 0         | 1994–1996 |

## tham khảo
1. ↑  "Footballer to Be Spared Military Service Despite IOC Probe". Chosun Ilbo. ngày 14 tháng 8 năm 2012. Truy cập ngày 2 tháng 10 năm 2012.
2. ↑  "Medal instead of military service". The Hankyoreh Media Company. ngày 11 tháng 8 năm 2012. Truy cập ngày 4 tháng 10 năm 2012.
3. ↑  "List of players" (bằng tiếng Hàn). KFA. Truy cập ngày 30 tháng 6 năm 2021.
4. ↑  "List of players" (bằng tiếng Hàn). Truy cập ngày 2 tháng 7 năm 2021.
5. ↑  "Squad List" (bằng tiếng Hàn). KFA. Truy cập ngày 30 tháng 6 năm 2021.
6. ↑  "Men's U-23 - Coaches" (bằng tiếng Hàn). KFA. Truy cập ngày 16 tháng 1 năm 2022.